# 안변군

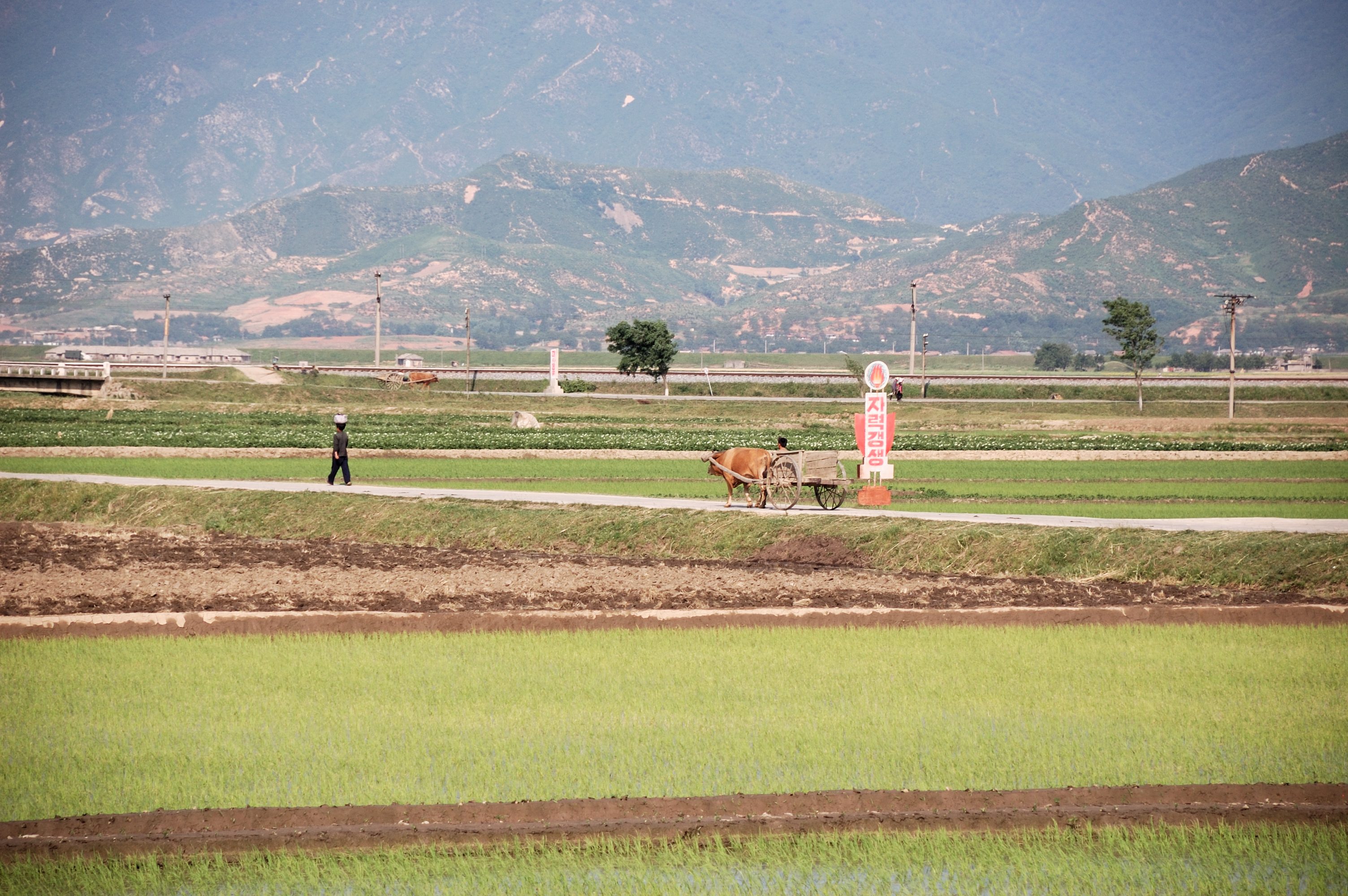
천삼공동농장

안변군(安邊郡)은 조선민주주의인민공화국의 강원도에 있는 군이다. 원래는 함경남도에 속해 있었으나 1946년 9월 행정 구역 개편으로 강원도로 바뀌었다.

## 지리
한반도를 동북쪽에서 서남쪽으로 횡단하는 추가령구조곡의 동북단부에 해당한다. 군의 서부는 마식령산맥이 우뚝 솟아있고 남부·동부는 태백산맥의 기점이 되고 있다. 추가령구조곡의 북쪽으로 흐르는 남대천의 하류에 열려있는 안변평야에 군의 중심이 있다.
서남쪽에는 한 때의 군역이었던 고산군, 동남쪽으로는 도납령을 넘어 회양군과 인접한다. 바다쪽으로는 동쪽으로 통천군, 북쪽으로 원산시가 서로 이웃하여 철도로 연결되고 있다. 서쪽에는 백암산(1225 m) 등의 산을 사이에 두고 법동군이 있다.

## 역사
| Daedongyeojido (Gyujanggak) 09-02.jpg | Daedongyeojido (Gyujanggak) 09-01.jpg |
| Daedongyeojido (Gyujanggak) 10-03.jpg | Daedongyeojido (Gyujanggak) 10-02.jpg |

조선 시대에는 함경도, 일제강점기에는 함경남도의 최남단에 속해있었다. 1946년에 강원도에 편입되었고 1952년의 구역 개편에 의해서 서남부가 고산군으로서 분할되었다.
고산군을 포함한 역사적인 안변군은 예로부터 조선의 '중앙'과 함경도를 연결하는 추가령, 강원도 내륙부로 향하는 철령이라는 요충지(현 고산군)를 가까이 둔 땅이었다. 근대에도 경성(현 서울)과 원산을 연결하는 경원선(현 강원선)이 추가령을 넘어 군내를 통과하였고 동해북부선(현 금강산 청년선)이 안변역에서 분기해 해안가에서 남하하였다.
- 고구려 - 비열홀주에 속해 천성으로 불렸다.
- 신라 - 비열주에 속해 삭정군이 놓여졌다.
- 고려 - 등주가 되었다.
- 1018년 - 등주 안변도호부가 놓여졌다.
- 1394년 - 안변현으로 여겨졌다.
- 1895년 - 안변군이 되었다.
- 1946년 9월 - 강원도에 편입되었다.
- 1952년 12월 - 신고산면의 최남부 (삼방 지역)이 세포군으로, 나머지 신고산면의 전부와 석왕사면의 대부분이 고산군으로서 분리되었다. 통천군 흡곡면의 일부, 원산시의 일부를 통합해 안변군을 구성하였다(35리).

## 행정 구역
1개 읍과 2개의 로동자구, 그리고 28개의 리로 구성되어 있다.
- 안변읍 (安邊邑)
- 룡대로동자구 (龍大勞動者區)
- 앞강로동자구
- 옥리 (玉里)
- 비산리 (比山里)
- 륙화리 (六和里)
- 과평리 (果坪里)
- 중평리 (中坪里)
- 오계리 (梧溪里)
- 상음리 (桑陰里)
- 월랑리 (月浪里)
- 사평리 (沙坪里)
- 학천리 (鶴川里)
- 봉산리 (峰山里)
- 배양리 (培養里)
- 배화리 (培花里)
- 송산리 (松山里)
- 수락동리 (水落洞里)
- 룡성리 (龍城里)
- 동포리 (東浦里)
- 풍화리 (豊花里)
- 천삼리 (泉三里)
- 화산리 (花山里)
- 남계리 (南溪里)
- 미현리 (美峴里)
- 모풍리 (茅豊里)
- 신화리 (新花里)
- 령신리 (靈新里)
- 문수리 (文須里)
- 삼성리 (三成里)
- 내산리 (內山里)

## 산업
안변평야는 벼농사가 중심 산업이고 과수업 또한 경제에 중요한 역할을 한다. 기와 제조 또한 행해진다. 금, 은, 구리, 아연이 매장되어 있으나 양은 많지 않다. 2000년에 수력 발전 시설인 안변청년발전소가 완공되었다.

## 교통
철도로 강원선(경원선), 금강산청년선(동해북부선)이 통과하고 도로가 지난다.

## 기타
2007년 남북 정상 회담에서, 남포 지역과 함께 조선업 협력단지를 건설, 추진하기로 합의하였다.

## 같이 보기
- 조선민주주의인민공화국의 지리
- 조선민주주의인민공화국의 행정 구역
- 우미도 (안변군)